# Exacum tetragonum
Exacum tetragonum là một loài thực vật có hoa trong họ Long đởm. Loài này được Roxb. mô tả khoa học đầu tiên năm 1820.